# Utu (Estland)
Utu (Duits: Utto) is een plaats in de Estlandse gemeente Hiiumaa, provincie Hiiumaa. De plaats heeft de status van dorp (Estisch: küla).
Tot in oktober 2017 behoorde Utu tot de gemeente Käina. In die maand werd Käina bij de fusiegemeente Hiiumaa gevoegd.

## Bevolking
De ontwikkeling van het aantal inwoners blijkt uit het volgende staatje:
| Jaar            | 2000 | 2011 | 2021 |
| --------------- | ---- | ---- | ---- |
| Aantal inwoners | 18   | 8    | 13   |

## Ligging
De plaats ligt aan de zuidoostkust van het eiland Hiiumaa aan de Baai van Jausa (Estisch Jausa laht). Ten noordoosten van het dorp ligt de meest westelijke van de twee dammen die Hiiumaa met het eiland Kassari verbinden. De Tugimaantee 83, de secundaire weg van Suuremõisa via Käina naar Emmaste, loopt door Utu.

## Geschiedenis
Utu werd voor het eerst genoemd in 1844 onder de Duitse naam Utto, een dorp op het landgoed van Orjak (Orjaku). De naam is misschien afgeleid van utt, ‘schaap’. De bewoners hielden schapen. Een alternatieve naam voor het dorp was Karjaküla, ‘veedorp’.
Het buurdorp Kleemu hoorde tussen 1977 en 1997 bij Utu.